# Māndu
Māndu är en ort i Indien.   Den ligger i distriktet Hazārībāg och delstaten Jharkhand, i den östra delen av landet, 1 000 km sydost om huvudstaden New Delhi. Māndu ligger 438 meter över havet och antalet invånare är 10 731.
Terrängen runt Māndu är platt åt sydväst, men åt nordost är den kuperad. Runt Māndu är det tätbefolkat, med 459 invånare per kvadratkilometer. Närmaste större samhälle är Rāmgarh, 18,9 km söder om Māndu. Trakten runt Māndu består till största delen av jordbruksmark.